# ديفيد شيفيلد
ديفيد شيفيلد (بالإنجليزية: David Sheffield)‏ هو كاتب وكاتب سيناريو أمريكي، ولد في 1948 في الولايات المتحدة.

## وصلات خارجية
- ديفيد شيفيلد على موقع IMDb (الإنجليزية)
- ديفيد شيفيلد على موقع ألو سيني (الفرنسية)
- ديفيد شيفيلد على موقع أول موفي (الإنجليزية)
- ديفيد شيفيلد على موقع قاعدة بيانات الأفلام السويدية (السويدية)
- ديفيد شيفيلد على موقع قاعدة بيانات الفيلم (الإنجليزية)
- ديفيد شيفيلد على موقع كينوبويسك (الروسية)